# Mount Kimbie
Mount Kimbie ist eine britische Minimal-Band, bestehend aus Dominic Maker und Kai Campos. 2008 in London gegründet, veröffentlichte das Duo mit Crooks & Lovers am 19. Juni 2010 ihr Debütalbum, was sowohl in der Szene als auch bei den Kritikern äußerst positiv aufgenommen wurde. Ihr zweites Album Cold Spring Fault Less Youth erschien 2013 bei Warp Records.

## Geschichte
Kai Campos stammt ursprünglich aus St. Austell in Cornwall, Dom Maker aus Brighton. Sie begegneten sich an der Southbank University in London und begannen bald, in einem privaten Studio in Peckham gemeinsam Musik zu machen.
Mit der Veröffentlichung einer Reihe von EPs und schließlich ihrem viel gelobten Debütalbum Crooks & Lovers gilt die Band als Begründer des Post-Dubstep. The Guardian erklärte das Duo als führend bei der „explorativen Abspaltung von basslastigem Dubstep hin zu einem helleren, diesigeren Stil elektronischer Musik, reich an schläfrigem Ambiente und zerhackter Grundtöne“. Die Spex schrieb vom Vorantreiben einer „Ästhetik der Vermischung“, die auch vor „Schweinerock und Shoegaze“ nicht zurückschrecke. Der Musikexpress beschrieb den Stil, der in keine Schublade passe, als eine charmante „Sinfonie aus Kinderorgel und Staubsauger, aus Folk-Fragmenten und knisternden Clicks & Cuts vom letzten Elektro-Wühltisch, aus Ambientschnitzen und R’n’B-Abfällen“.
Am Ende des Jahres 2010 wurde Crooks & Lovers in über 30 „Best of 2010“-Listen geführt, einschließlich NME, Mixmag, DJ Magazine, Resident Advisor, Pitchfork Media, Drowned In Sound, Boomkat, FACT und Rough Trade Phonica Records.
Mount Kimbie haben u. a. Remixe für The Big Pink, Foals, The xx sowie Andreya Triana produziert.
Auf der 2010 veröffentlichten EP Blind Night Errand befindet sich eine Live-Version von „Maybes“, die im Berliner Club Berghain aufgenommen worden ist.
Live trat die Band des Öfteren gemeinsam mit James Blake auf.
2019 waren sie für die Musik des Kurzfilms La tête dans les orties verantwortlich.

## Diskografie

### Alben
- 2010: Crooks & Lovers (Hotflush Recordings)

Folgende Bewertungen erhielt das Album in den Kritiken:
| Quelle               | Bewertung         |
| -------------------- | ----------------- |
| Pitchfork            | 8.0               |
| NME                  | 8/10              |
| Drowned in Sound     | 9/10              |
| Rough Trade          | Album of The Week |
| Mixmag               | 4/5               |
| iDJ Magazine         | 10/10             |
| DJ Magazine          | 8/10              |
| Uncut                | 4*                |
| Sunday Times Culture | 4*                |
| Loud & Quiet         | 9/10              |
| Beatport             | Album of the Week |
| Resident Advisor     | 4/5               |
| Irish Times          | CD of the Week    |
| The Sun              | 5/5               |
| Vice Magazine        | 10/10             |

- 2013: Cold Spring Fault Less Youth (Warp Records)
- 2017: Love What Survives (Warp Records)
- 2022: MK 3.5: Die Cuts | City Planning (Warp Records)
- 2024: The Sunset Violent (Warp Records)

### EPs und Singles
- 2009: Maybes
- 2009: Sketch on Glass
- 2010: Mayor / Would Know (Vinyl + digital)
- 2010: Remixes Part 1
- 2010: Remixes Part 2
- 2010: Blind Night Errand
- 2011: Carbonated
- 2013: CSFLY Remixes
- 2019: WXAXRXP Session

### Offizielle Musikvideos
- Would Know (Regie: Tyrone Lebon)
- Before I Move Off (Regie: Tyrone Lebon)
- Carbonated (Regie: Tyrone Lebon)
- Made To Stray (Regie: Leif Podhajsky)